# José María Cordero Torres
José María Cordero Torres (Almeria, 1909 – Madrid, 23 d'abril de 1977) fou un jurista i politòleg espanyol, membre de la Reial Acadèmia de Ciències Morals i Polítiques.

## Biografia
Estudià dret a la Universitat de Granada i el 1929 es doctorà amb premi extraordinari a la Universitat de Madrid amb la tesi Estudio de los medios de solución pacífica de los conflictos internacionales en América. En 1930 obté per oposició la plaça de lletrat al Consell de l'Estat. Mercè a la seva amistat amb Ramiro Ledesma Ramos va col·laborar a la revista de les JONS. En 1934 obté la plaça d'ajudant de càtedra de dret internacional públic de la Universitat Central de Madrid. Alhora, sota el patrocini del geògraf Gonzalo de Reparaz y Rodríguez-Báez fou un dels fundadors de la Sociedad de Estudios Internacionales y Coloniales, per tal de crear una consciència espanyola en matèria internacional i colonial, lligada inicialment a l'Ateneo de Madrid i des de 1939 al CSIC.
Després de la guerra civil espanyola fou impulsor i redactor de la revista Cuadernos de Estudios Africanos, dirigí la Revista de Política Internacional i la secció colonial de l'Instituto de Estudios Políticos. Des d'aquestes publicacions fou un dels impulsors, juntament amb Ernesto Giménez Caballero, de la teoria de l'espai vital espanyol al nord d'Àfrica, Andorra, la Catalunya del Nord, Iparralde i Sardenya.
També fou responsable de les càtedres de política colonial i de geografia política i econòmic de Marroc i colònies. En 1954 obté el Premi Extraordinari de Doctorat en Ciències Polítiques per la Universitat Central i el 1955 és nomenat magistrat de la Sala Quarta del Tribunal Suprem d'Espanya. El 1969 esdevé acadèmic de la Reial Acadèmia de Ciències Morals i Polítiques, de la que en fou secretari el 1975.
Ha estat membre de l'Institut Francisco de Vitoria i de l'Associació Espanyola de Dret Internacional i ha rebut la Gran Creu de l'Orde del Mèrit Civil, l'Encomana de l'Orde d'Isabel la Catòlica i la Gran Creu de l'Orde de Sant Ramon de Penyafort.

## Obres
- La misión africana de España (1941)
- Organización del protectorado español en Marruecos (1942)
- El africanismo en la cultura hispánica contemporánea (1949)
- Textos básicos de América (1955)
- Fronteras hispanicas: geographia e historia, diplomacia, y administración (1960)
- Textos básicos de África (1962)
- La descolonización: un criterio hispánico (1967)